# Dave Edstrom
Dave Edstrom (eigentlich David Allan Edstrom; * 10. September 1938 in Portland, Oregon; † 9. Mai 2019 in Denver) war ein US-amerikanischer Zehnkämpfer.
1959 siegte er bei den Panamerikanischen Spielen in Chicago.
Bei den Olympischen Spielen 1960 in Rom gab er nach drei Disziplinen auf.